# Џени ме је пољубила

Џени ме је пољубила (Оригинални наслов: Рондо, енгл. Jenny kiss'd Me, Rondeau) је песма енглеског есејисте, Лија Ханта. Први пут је објављена новембра 1838. године у Месечном летопису.
Оригинални назив песме, рондо — односи се на Џејн Велш, супругу Томаса Карлајла. Према антропологу Мартину Гарднеру, „Џени ме је пољубила” написана је у време епидемије грипа и односи се на неочекивану посету опорављеног Ханта породици Карлајл када га је поздравила Џени.

## Песма
Цела песма гласи:
| Изворни облик | На српском језику |
|               | Џени ме је пољубила, скочивши са столице на којој је седела, кад смо се упознали; Време, ти лопове, који крадеш лепе ствари за свој списак, забележи и то! Реци да сам увенуо, реци да сам тужан, реци да су ме здравље и богатство заобишли, реци да старим, али додај Џени ме је пољубила. |